# Diocesi di Mariannhill
La diocesi di Mariannhill (in latino: Dioecesis Collis Mariae seu Mariannhillensis) è una sede della Chiesa cattolica in Sudafrica suffraganea dell'arcidiocesi di Durban. Nel 2021 contava 344.660 battezzati su 2.958.650 abitanti. È retta dal vescovo Neil Augustine Frank, O.M.I.

## Territorio
La diocesi comprende le seguenti unità amministrative nella provincia sudafricana di KwaZulu-Natal: Ixopo, Impendle, Richmond, Umzinto, Umbumbulu, parte di Port Shepstone, Camperdown e Pinetown, Polela e Underberg.
Sede vescovile è Mariannhill, presso Pinetown, dove si trova la cattedrale di San Giuseppe.
Il territorio si estende su 12.612 km² ed è suddiviso in 46 parrocchie.

## Storia
Nel 1879 il vicariato apostolico del Capo di Buona Speranza invitò l'Ordine dei cistercensi della stretta osservanza a fondare una loro missione in Sudafrica: l'austriaco Franz Pfanner, già monaco dell'Abbazia delle Tre Fontane a Roma e fondatore del monastero bosniaco di Mariastern a Banja Luka, accolse entusiasticamente l'invito e nel 1880 fondò, presso la città di Pinetown, la missione di Mariannhill.
Poiché il rigore della regola monastica ostacolava l'opera di evangelizzazione dei religiosi, nel 1909 l'abbazia venne resa autonoma dall'ordine trappista e i monaci di Mariannhill si costituirono in congregazione missionaria indipendente prendendo il nome di Missionari di Mariannhill.
Il 10 settembre 1921 in forza del breve Ex hac Principis Apostolorum di papa Benedetto XV Mariannhill fu eretta a sede di un nuovo vicariato apostolico, il cui territorio fu ricavato dal vicariato apostolico del Natal (oggi arcidiocesi di Durban). Il vicariato venne affidato ai religiosi della congregazione.
Il 30 marzo 1930 e l'8 aprile 1935 cedette porzioni del suo territorio a vantaggio dell'erezione rispettivamente delle prefetture apostoliche di Umtata (oggi diocesi) e di Mount Currie (oggi diocesi di Kokstad).
L'11 gennaio 1951 il vicariato apostolico è stato elevato a sede vescovile con la bolla Suprema Nobis di papa Pio XII.
Il 21 febbraio 1954 ha ceduto un'altra porzione di territorio a vantaggio dell'erezione della diocesi di Umzimkulu.

## Cronotassi dei vescovi
Si omettono i periodi di sede vacante non superiori ai 2 anni o non storicamente accertati.
- Adalbero Fleischer, C.M.M. † (22 marzo 1922 - 14 aprile 1950 dimesso)
- Alphonse Streit, C.M.M. † (23 dicembre 1950 - 21 maggio 1970 dimesso[1])
- Martin Elmar Schmid, C.M.M. † (21 maggio 1970 - 18 giugno 1980 deceduto)
- Paul Themba Mngoma † (12 febbraio 1981 - 7 febbraio 2005 dimesso)
- Pius Mlungisi Dlungwana (3 giugno 2006 - 13 ottobre 2022 ritirato)[2]
- Neil Augustine Frank, O.M.I., succeduto il 13 ottobre 2022[3]

## Statistiche
La diocesi nel 2021 su una popolazione di 2.958.650 persone contava 344.660 battezzati, corrispondenti all'11,6% del totale.
| anno | popolazione | popolazione | popolazione | presbiteri | presbiteri | presbiteri | presbiteri                | diaconi | religiosi | religiosi | parrocchie |
| anno | battezzati  | totale      | %           | numero     | secolari   | regolari   | battezzati per presbitero | diaconi | uomini    | donne     | parrocchie |
| ---- | ----------- | ----------- | ----------- | ---------- | ---------- | ---------- | ------------------------- | ------- | --------- | --------- | ---------- |
| 1949 | 114.174     | 500.000     | 22,8        | 83         | 10         | 73         | 1.375                     |         | 181       | 196       | 42         |
| 1970 | 191.820     | 500.000     | 38,4        | 78         | 8          | 70         | 2.459                     |         | 129       | 470       | 1          |
| 1980 | 258.960     | 875.000     | 29,6        | 73         | 9          | 64         | 3.547                     |         | 114       | 465       | 43         |
| 1990 | 306.300     | 1.156.000   | 26,5        | 53         | 13         | 40         | 5.779                     | 1       | 76        | 430       | 41         |
| 1999 | 284.500     | 1.390.000   | 20,5        | 57         | 28         | 29         | 4.991                     | 1       | 64        | 400       | 43         |
| 2000 | 264.900     | 1.420.000   | 18,7        | 55         | 27         | 28         | 4.816                     | 1       | 59        | 405       | 43         |
| 2001 | 270.200     | 1.450.000   | 18,6        | 58         | 28         | 30         | 4.658                     |         | 61        | 400       | 43         |
| 2003 | 281.600     | 1.791.600   | 15,7        | 59         | 32         | 27         | 4.772                     |         | 55        | 346       | 43         |
| 2004 | 284.400     | 1.819.400   | 15,6        | 61         | 37         | 24         | 4.662                     |         | 55        | 346       | 43         |
| 2013 | 215.000     | 2.520.100   | 8,5         | 74         | 47         | 27         | 2.905                     |         | 46        | 247       | 46         |
| 2016 | 286.479     | 2.771.840   | 10,3        | 93         | 44         | 49         | 3.080                     |         | 83        | 346       | 45         |
| 2019 | 335.100     | 2.876.300   | 11,7        | 100        | 51         | 49         | 3.351                     |         | 98        | 241       | 46         |
| 2021 | 344.660     | 2.958.650   | 11,6        | 76         | 54         | 22         | 4.535                     |         | 62        | 202       | 46         |